# Общество Туле
О́бщество Ту́ле (нем. Thule-Gesellschaft) — немецкое оккультное и политическое общество в рамках немецкого расистского националистического движения фёлькише, появившееся в Мюнхене в 1918 году. Полное название — Группа изучения германской древности (нем. Studiengruppe für germanisches Altertum). Название Туле происходит от мифической северной страны из древнегреческих легенд. Лица, связанные с обществом, внесли заметный вклад в создание Немецкой рабочей партии, позднее переросшей в НСДАП.

## Идеология
На идеологию общества, помимо прочего, повлияла теософия Елены Блаватской. Одним из связующих звеньев учения Блаватской и идеологии нацизма был барон Рудольф фон Зеботтендорф, преданный поклонник Блаватской и основатель Общества Туле. Организация многое заимствовала из «Тайной доктрины». Ещё в 1920 году Зеботтендорф называл евреев космическими врагами, и конечной целью, по его мнению должно быть «очищение» от них. Ученик Блаватской, Дитрих Эккарт, с гордостью заявлял, что посвятил Гитлера в «Тайную доктрину».
Основной темой исследований общества было происхождение «арийской расы». Страна Туле (греч. Θούλη) помещалась древнегреческими и древнеримскими географами на крайнем севере. Общество было названо в честь Ultima Thule («самая дальняя Туле») — дальней северной части Туле, упоминаемой Вергилием в «Энеиде», и под которой обычно понимают Скандинавию. Нацистские мистики заявляли, что это была столица древней Гипербореи, находившаяся на дальнем севере, рядом с Гренландией и Исландией.
Члены общества верили, что арийцы были высшей расой, якобы существовавшей в доисторическую эпоху на легендарном материке Атлантида. Миф гласил, что жители Туле были потомками арийцев, выжившими после гибели Атлантиды.
Члены общества  верили в то, что арийцы обладали секретным знанием, которое можно перенять путём магических ритуалов.
Легенда о таинственном острове выполняла для членов «Общества Туле» двойную функцию. Они не только верили в существ, хранящих мудрость мифической цивилизации, но также утверждали, что немцы — наследники арийцев, что делало их «расой господ».
Идеи Туле повлияли на многих деятелей нацистской Германии. В 1933 году Герман Вирт, один из учредителей общества «Наследие предков», организовал в Берлине религиозно-историческую выставку под названием «Святые податели. Из Туле в Галилею и обратно из Галилеи в Туле». По мнению Вирта, христианство было слабым отголоском духовной культуры Туле. Другой сотрудник Аненербе Отто Ран считал Исландию Туле, однако после посещения острова был разочарован. Отождествлениями Атлантиды и прародины нордической расы занимался и Альфред Розенберг, считая, что раньше на территории Арктики был более мягкий климат.

## Деятельность
Слово «Туле» получило распространение у правых радикалов после издания северных саг 1913 года (серия носила это название в качестве отсылки к северному острову, упоминающемуся в античных источниках). В 1918 году Рудольф фон Зеботтендорф создал расистское фёлькише Общество «Туле» в Мюнхене. Зеботтендорф считал, что Туле являлось древнейшей в истории человечества немецкой культурой и обладало развитой наукой, в частности его астрономические записи позднее якобы послужили источником для создания рун. Следы этой культуры он находил по всей Евразии, в том числе в Палестине (до того, как туда пришли евреи), даже в библейских великанах он усматривал намеки на «расу господ».
Общество оказывало военную поддержку действиям против левой революции в Баварии весной 1919 года и может считаться предшественником НСДАП. Членом его был Рудольф Гесс.
В 1918—1925 годах, несмотря на интересы основателя, были проведены только две лекции на темы оккультизма. Остальные касались мегалитов, прародины тевтонцев, фольклора, евреев, сионизма и разных политических вопросов. После 1925 года активность общества становится незначительной.

### ГазетаMünchener Beobachter
В 1918 году для нужд Общества Туле фон Зеботтендорф приобрёл мюнхенскую еженедельную газету «Мюнхенер беобахтер» («Мюнхенский обозреватель»). Позднее газета была переименована в «Фёлькишер беобахтер» («Народный обозреватель») и, после раскола между Туле и НСДАП, стала главным печатным органом НСДАП. Её редактором стал Карл Харрер. Раскол оформился в июле 1920 года, когда Гитлер потребовал — и добился, — чтобы «Фёлькишер беобахтер» перестала поддерживать другие консервативные партии. К концу года Зеботтендорфу пришлось уйти из редакции, а газета была выкуплена НСДАП с помощью займа, полученного от командира 7-й пехотной дивизии рейхсвера генерала фон Эппа.

## Роль в нацистской Германии
По мнению некоторых историков, Рудольф Гесс — правая рука Гитлера и Ганс Франк — один из главных организаторов геноцида в Польше состояли в обществе (другие историки считают, что они часто ходили на собрания, но в качестве гостей). Альфред Розенберг и Дитрих Эккарт, ближайшие советники Адольфа Гитлера, бывали в нём в качестве гостей.

## После войны
В 1960 году вышла книга-бестселлер «Утро магов» французских журналистов Жака Бержье и Луи Повеля, которая послужила источником многих сомнительных утверждений, связанных с обществом, в частности о членстве в нём Гитлера и Хаусхофера, поисках нацистами воображаемой теософами Шамбалы и др.
В 1964 году концепция Туле вновь появляется в книге Роберта Шарру вместе с идеями происхождения гиперборейцев с Венеры и противостоянием последних с евреями. Вильгельм Ландиг посвящает мифической истории нордической прародины и «иудо-христианскому» заговору фантастическую трилогию и основывает собственное нео-фёлькише общество Landig Group, в котором развивает идеи ариософии. В 1970-80-е годы образ Туле и связанные с ним мифы начинают использовать неонацисты.

## Теории заговора
Как и Аненербе, Общество Туле стало центром множества теорий заговора, касающихся нацистской Германии. Утверждается, в частности, что общество причастно к созданию секретного оружия и летательных аппаратов. Также существует мнение, что члены общества не только учили Гитлера искусству публичных выступлений, но и передали ему некие магические секреты, позволившие ему добиться политического успеха.